# Leánykoncér
A leánykoncér (Rutilus virgo) a sugarasúszójú halak (Actinopterygii) osztályának pontyalakúak (Cypriniformes) rendjébe, ezen belül a pontyfélék (Cyprinidae) családjába tartozó védett faj.
Gazdasági jelentősége nincs a fajnak, de ezzel ellentétben nagy természeti értéket képvisel. Az állományának csökkenése miatt Európa ritka és sebezhető halfajai közé tartozik.

## Előfordulása
A leánykoncér csak a Duna vízrendszerében él és megtalálható egészen Ulmig. Közeli rokona a Rutilus pigus Észak-Olaszország folyóiban honos, míg a Rutilus virgo dunai endemizmus. Áramláskedvelő folyóvízi hal, többnyire a paduczónában és a márnazóna felső szakaszain fordul elő a kavicsos, sóderes aljzatú, lágy üledéktől mentes helyeken. Állományai a folyamszabályozási munkák miatt helyenként nagyon veszélyeztetettek. Magyarországon előfordulása ritka.

## Megjelenése
Magányosan vagy néhány példányból álló kis csapatokban található meg élőhelyein. A hal teste erősen nyújtott, oldalról lapított, feje viszonylag kicsi; orra valamelyest előreáll, kis szájnyílása ezért kissé alsó állású. Nagy, kerekded pikkelyei vannak, 44-49 az oldalvonal mentén. Mellúszói 17-18, hátúszója 12-15, farok alatti úszója 13-15 sugárral. Garatfogai egysorosak, igen kemények és erősen fejlettek, 6(5)-5. Háta zöldes, oldalai és hasoldala zöld és kék fémes csillogással. Hasúszói, valamint a farok alatti és a farokúszó vörhenyesek. Testhossza 20-30 centiméter, legfeljebb 40 centiméter.

### Hasonló fajok
Legkönnyebben a bodorkával lehet összetéveszteni, de annak a szája csúcsba nyíló, szeme nagyobb, és szemgyűrűje rendszerint narancsos árnyalatú. Felületes szemlélő esetleg a félig alsó állású szájuk miatt a fiatal példányokat a nyúldomolykóval, a vaskos csabakkal tévesztheti össze. A vörösszárnyú keszegre, a jászkeszegre és a  sujtásos küszre is hasonlít, de eltérő pikkelyeik a hát és hasúszók elhelyezkedése segítséget ad felismerésében.

## Életmódja
A mederfenéken keresi táplálékát, mely apró fenéklakók, mint talajférgek, apró rákok, rovarlárvák főként szúnyoglárvák és puhatestűek.

## Szaporodása
A leánykoncér főként nagyobb mélységekben, a fenék közelében tartózkodik, csak az április–májusi ívási időben jelenik meg a holtágak sekélyebb parti vizeiben. Ilyenkor mindkét ivar különösen színesen csillogó a rózsatövishez hasonló nászruhát ölt a hímek fején és a testoldalakon szembetűnő nászkiütések jelennek meg.
Ivarérettségét 3-4 évesen éri el. Ragadós ikrái (a nőstény nagyságától függően 40 000-60 000 darab és átmérője körülbelül 2 milliméter) vízinövényeken, gyökereken, köveken tapadnak meg.